# Tiribombă
Tiribombă este o jucărie specific românească, ce se găsea mai demult, constând dintr-o greutate sub formă de minge, atârnată de un elastic ce se prinde pe un deget, care se aruncă și apoi revenind, se prinde iar în mână, sau se lovește cu podul palmei imprimându-i o nouă lansare, repetându-se mișcarea.
Mingea era confecționată din paie sau rumeguș de lemn învelit în hârtie creponată colorată sau staniol și legate cu ață de jur împrejur sub forma meridianelor globului pământesc, elasticul prinzându-se la "un pol" al acestei mingi. Jucăria se procura de obicei la bâlciuri și târguri în zilele de sărbătoare.